# Борисовское сельское поселение (Челябинская область)
Бори́совское се́льское поселе́ние — упраздненное в 2024 муниципальное образование в Пластовском районе Челябинской области Российской Федерации. Поселению соответствовала административно-территориальная единица Борисовский сельсовет (Постановление Заксобрания Челябинской области от 25 мая 2006 года N 161 «Об утверждении перечня муниципальных образований (административно-территориальных единиц) Челябинской области и населённых пунктов, входящих в их состав»).
Административный центр — село Борисовка.

## История
Статус и границы сельского поселения установлены Законом Челябинской области от 24 июня 2004 года № 248-ЗО «О статусе и границах Пластовского муниципального района, городского и сельских поселений в его составе».
Упразднено Постановлением Губернатора Челябинской области от 22.01.2024 № 10 «О согласовании административно-территориальных преобразований в Пластовском районе».

## Население
| 2002  | 2010  | 2011  | 2012  | 2013  | 2014  | 2015  |
| ----- | ----- | ----- | ----- | ----- | ----- | ----- |
| 3071  | ↘3049 | ↘3039 | ↘3015 | ↘3008 | ↘3004 | ↘2972 |
| 2016  | 2017  | 2018  | 2019  | 2020  | 2021  |       |
| ↗2995 | ↘2919 | ↘2825 | ↘2760 | ↘2729 | ↘2043 |       |

## Состав сельского поселения
| № | Населённый пункт | Тип населённого пункта       | Население |
| - | ---------------- | ---------------------------- | --------- |
| 1 | Андреевский      | посёлок                      | ↗6        |
| 2 | Борисовка        | село, административный центр | ↗1122     |
| 3 | Верхняя Санарка  | село                         | ↘830      |
| 4 | Воронино         | посёлок                      | ↘167      |
| 5 | Радиомайка       | село                         | ↘299      |
| 6 | Светлый          | посёлок                      | ↘625      |